# Carol Weld
Carol Weld (19 de marzo de 1902– 31 de marzo de 1979) fue una periodista que colaboró con Frank Buck en un libro, Animals Are Like That.

## Primeros años
Carol Weld (de soltera, Florence Carol Greene) era hija de Sonia Greene y por tanto hijastra de H. P. Lovecraft. Rompió toda relación con su madre cuando Sonia no la dejó casarse con su tío, y dejó el apartamento de Sonia en cuanto pudo, tras cursar tres años de instituto. Estuvo casada con un periodista, John Weld, de 1927 a 1932. John Weld era reportero para el New York Herald Tribune en París y el New York American y New York World en la ciudad de Nueva York, escribía guiones para Columbia y Universal, así como libros de ficción y no ficción.

## Periodismo
Carol Weld trabajó en el personal local del American y el New York Herald Tribune antes de ir a París en los inicios de los años 1930. En un artículo de 1928 para el New York Times, ella lamenta que el automóvil haya reemplazado mayoritariamente al herrero, cuyo trabajo consistía “principalmente en diseñar y reproducir bisagras de hierro forjado, candelabros del siglo XII, lámparas y accesorios para fumar y otros objetos que una vez en su tiempo eran utilitarios. Un herrero encuentra comparativamente sencillo ser artístico a la manera americana temprana por estudiar en las revistas de arte.”

## Corresponsal en el extranjero
Cuando Weld llegó a París en los últimos años 1920, el periodismo extranjero no estaba bien pagado. Ella subsistió con un salario exiguo y la venta de algunos de sus dibujos de la vida americana a Arthur Moss, editor de una revista de arte, Gargoyle. Weld trabajó para The Universal Service, International News Service y United Press. Uno de sus más memorables artículos fue "King Bites Dog", en que adelanta la teoría de que la abdicación de Eduardo VIII se debió a objeciones conservadoras a su "color político" más que a su idilio con la señora Wallis Simpson. La mejor parte es cuando narra cómo conoció al príncipe de Gales, en un vagón de tren de segunda clase que transportaba parte de su propio equipaje.
"Fue en pleno verano de 1934 cuándo cubrí la salida del Príncipe y la Señora Simpson para Biarritz. En la Gare d'Orsay el tren de lujo de la tarde partió con un silbato de hojalata pero ninguna señal de realeza o una mujer de Baltimore. Ric, mi fox terrier, que era mucho mejor disfraz para celebridades tímidas que un par de falsos bigotes (...), tiraba de su correa, y corría hacia el tren deuxième classe. La realeza viaja en segunda? Tuve mis dudas, pero Ric me arrastró a la plataforma. (...) Delante de mí el Príncipe de Gales venía de una puerta y desaparecía en la siguiente, llevando una pieza de equipaje. El hombre muerde al perro, pensé. En el tren tenía que haber ayudas de cámara, su asesor de campo, el entonces Mayor [General John] Aird [el caballerizo real], y los detectives de Scotland Yard. Aun así vi al Príncipe moviendo su equipaje. En tales tendencias democráticas se encuentra alimento para un perro más grande. (...). Cuanto más grande el hombre, más grande el perro. Antes de que Ric pudiera girar, el futuro Rey y Duque de Windsor emergió otra vez y chocamos en el estrecho pasaje."
Weld fue miembro fundador del Overseas Press Club. Cuándo el periódico de París, el Tribune, cerró en 1934, víctima de la Depresión, Weld, con el reportaje "Girl Reporter Tells It All on Last Day," recordó cariñosamente a algunos de sus colegas con "identificaciones de conversaciones": Ralph Jules Frantz: "consigues la historia? Marejada!" Louis Atlas: "Estoy harto. Dónde quedamos para comer?", May Birkhead: "En cuanto  pueda ...", B. J. Kospoth: "Qué es aquello? He estado en la embajada toda la tarde. Pero no hay ninguna historia allí.", Edmond Taylor: "Llámame arriba si cualquier cosa se rompe.", Wilfred Barber: "Aquello era el 2 de julio de 1887 a las 3:10 de la madrugada, y  llovía, porque ...", Robert Sage: "Aquí no hay bastante aire, deja abierta una ventana.", Alex Small: "Mi socio querido! No sabes? Por qué naturalmente, Luis XIV, cuando  construyó el palacio de Versalles, dijo . . .", Robert L. Stern: "no puedes escribir aquello! Tienes que tener una nueva pista.", Mary Fentress: "Hospital americano? Alguien ha muerto?"

## Colaboración con Frank Buck
Weld fue coautora de un libro con Frank Buck: Animals Are Like That (1939).
Weld fue relaciones públicas para Buck, en particular para su exposición de 1939 Worl's Fair Jungleland, y también manejó su publicidad en la costa oeste.

## Últimos años
En 1940-42 Carol Weld trabajó para el Cuerpo británico-americano de Ambulancias. Además, organizó y sirvió como presidenta del cuerpo para el Comité de la Costa Oeste del Cuerpo de Ambulancias de Voluntarios americanos en Francia (en 9710 y 11716 Santa Monica Bulevar, Los Ángeles). De 1943 a 1948 fue representante de prensa para la RKO Radio. En 1951, con un colega, Dickson Hartwell, Carol Weld escribió un artículo de admiración sobre el Taborian Hospital en Mound Bayou, Misisipi. Cuando el hospital fue abierto en 1942, los pacientes afroamericanos del delta podían, por primera vez, entrar por la puerta principal del centro médico en lugar de por una lateral marcada para gente "de color". Hasta 1967 el Taborian Hospital y su rival amistoso en Mound Bayou, la Friendship Clinic, la cual había sido fundada en 1948, proporcionaron servicios médicos a miles de  afroamericanos del Misisipi. En 1954 Weld trabajó como editora para el New Smyrna Times en New Smyrna, Florida.
Weld se retiró en Florida (1512 Glencoe Road, Winter Park) y trabajó como escritora freelance. Murió en Miami después de una larga enfermedad.